# Dimitri Verhulst
Dimitri Verhulst (Aalst, 1972. október 2. –) belga író és költő.

## Életrajza
Verhulst nem kívánt gyermek volt egy erőszakos családban, későbbi gyermekkorát nevelőotthonban és családpótló otthonban töltötte. Katolikusnak nevelkedett. 1994-ben debütált íróként a saját kiadású Assevrijdag című kötetével. 1999-ben jelent meg első hivatalos kiadványa, a De kamer hiernaast című, fiatalkoráról szóló elbeszélésgyűjteménye, amelyért az NRC Literair Prijs díjra jelölték. A Niets, niemand en redelijk stil (2000) című regénye szintén a fiatalságáról szól, de a De verveling van de keeper (2002) formai változást jelez, és nagy társadalmi és politikai elkötelezettség jellemzi. 2001-ben Verhulst kiadta Liefde, tenzij anders vermeld című versgyűjteményét.
A nagyközönség számára az áttörést 2003-ban a Problemski Hotel című könyve hozta meg, amely egy arendonki (Belgium) menedékkérőközpont lakóiról szól. A könyvet több mint tíz nyelvre fordították le. Manu Riche belga filmrendező filmet készített a könyv alapján, 2016 januárjában mutatták be. 2006-ban jelent meg De helaasheid der dingen (Szerencsétlenek) című regénye, valamint a Mevrouw Verona daalt de heuvel af (Verona asszony lejön a hegyről) című novellája. 2008-ban jelent meg a Godverdomse dagen op een godverdomse bol (Elcseszett napok egy elcseszett bolygón), amelyért Verhulst 2009-ben elnyerte a Libris-díjat; Verhulst írta a 2015-ös könyvheti ajándékot (Boekenweekgeschenket), De zomer hou je ook niet tegen. 2015-ben megjelent Bloedboek (Véreskönyv) című regényét, amely a Pentateukhosz újramesélése, a De Morgen című lapban dicsérték szórakoztató értéke miatt; a Trouw című holland napilap "borzalmas bibliának" nevezte, az interjúalany pedig arról faggatta Verhulstot, hogy a Biblia első öt könyvének újramesélése során olyan kifejezéseket használ-e, mint a "végső megoldás". Verhulst azt válaszolta, hogy a "népirtás világnyelvét" használta.
Verhulst rendszeresen publikál az Underground, a Nieuw Wereldtijdschrift és a De Brakke Hond című irodalmi folyóiratokban. Az Undergroundnak ő a szerkesztője is. Huccorgne-ban él és dolgozik.

## Írásmódja
Írói stílusát szarkasztikus, de együttérző stílusként jellemezték. Nyelvhasználata lehet kifejező és vicces. Louis Paul Boon belga író inspirációs forrása Verhulst számára.
Írásai ellentmondásosak, Verhulstot kétszer is bíróság elé idézték.
Verhulst 2019. július 27-én a De Morgen című belga napilapban a palesztin modern irodalomról szóló újságcikket jelentetett meg, melyben azt állította, hogy Serge Gainsbourg-ot idézi, aki azt írta, hogy: "Jood-zijn is geen godsdienst; er is geen enkele God die Zijn schepsels zo’n lelijke neus zou geven". (Lefordítva: "Zsidónak lenni nem vallás; nincs olyan Isten, aki ilyen csúnya orrot adna a teremtményeinek"). A The Times of Israel szerint nem ez volt Gainsbourgs eredeti idézete, Verhulst pedig különböző bűncselekményekkel vádolta az izraeli zsidókat a hasábjain. A The Times of Israel szerint a belga flamand régió zsidó szervezeteinek fóruma azzal vádolta Verhulstot, hogy rovatában "veszett antiszemitizmust" fejez ki, Binyomin Jacobs holland főrabbi pedig "tiszta antiszemitizmusnak" nevezte a rovatot.

## Bibliográfia
- Assevrijdag (1992)
- De kamer hiernaast (1999)
- Niets, niemand en redelijk stil (2001)
- Liefde, tenzij anders vermeld (2001, poetry)
- De verveling van de keeper (2002)
- Problemski Hotel (2003)
- Dinsdagland (2004)
- De aankomst in de bleke morgen op dat bleke plein (Aalst) (2005, play)
- Yerma vraagt een toefeling (2005, translation of Yerma by Federico García Lorca)
- Boekendiefstal is een zegen voor de middenstand (2005)
- De helaasheid der dingen (2006, The Misfortunates; there is also a 2009 film version called The Misfortunates(wd))
- Mevrouw Verona daalt de heuvel af (2006, Madame Verona Comes Down the Hill)
- Godverdomse dagen op een godverdomse bol (2008)
- De laatste liefde van mijn moeder (2010)
- De zeven laatste zinnen (2010)
- Monoloog van iemand die het gewoon werd tegen zichzelf te praten (2011)
- De intrede van Christus in Brussel (2011, Entry of Christ into Brussels)[9]
- De laatkomer (2013)
- Kaddisj voor een kut (2014)
- Bloedboek (2015)
- De zomer hou je ook niet tegen (2015, Boekenweekgeschenk(wd))
- Het leven gezien van beneden (2016)
- Spoo Pee Doo (2016)[10]
- Stoppen met roken in 87 gedichten (2017)
- De pruimenpluk (2019)
- Onze verslaggever in de leegte - ongedateerde dagboeken (2020)
- In weerwil van de woorden (2021)
- Hebben en zijn (2022)

### Magyarul megjelent művei
- Problemszki Szálloda (Problemski Hotel) – Európa, Budapest, 2007 · ISBN 9789630782562 · fordította: Pécsi Emőke
- Semmivégre (De helaasheid der dingen) – Európa, Budapest, 2010 · ISBN 9789630790321 · fordította: Szita Szilvia
- Elcseszett napok egy elcseszett bolygón (Godverdomse dagen op een godverdomse bol) – Európa, Budapest, 2012 · ISBN 9789630793926 · fordította: Szita Szilvia
- Krisztus bevonulása Brüsszelbe (De Intrede van Christus in Brussel) – Európa, Budapest, 2014 · ISBN 9789630799003 · fordította: Rozgonyi Piroska

## Díjai
- Publieksprijs Gouden Uil for De helaasheid der dingen (2007)
- De Inktaap for De helaasheid der dingen (2008)
- Beste Boek 2008 HUMO's(wd) Pop Poll for Godverdomse dagen op een godverdomse bol (2009)
- Libris Literatuurprijs for Godverdomse dagen op een godverdomse bol (2009)

## Fordítás
- Ez a szócikk részben vagy egészben  a   Dimitri Verhulst című angol Wikipédia-szócikk fordításán alapul.  Az eredeti cikk szerkesztőit annak laptörténete sorolja fel. Ez a jelzés csupán a megfogalmazás eredetét és a szerzői jogokat jelzi, nem szolgál a cikkben szereplő információk forrásmegjelöléseként.